# 庵治石
庵治石（あじいし）は五剣山周辺の香川県高松市庵治町・牟礼町で産出する石材の名称。花崗岩の一種である。特許庁の地域団体商標に登録されている。主に高級墓石材として活用されている。

## 歴史
約400年前に、豊富秀吉が大阪城築城のため石垣の調達が讃岐に下り、石の積出港である庵治からの石材が出荷されたのがその始まりとされている。